# Mięśnie międzykolcowe
Mięśnie międzykolcowe (łac. musculi interspinales) – w anatomii człowieka grupa małych mięśni zaliczanych do grupy krótkich głębokich mięśni grzbietu. Łączą wyrostki kolczyste sąsiadujących kręgów. W części szyjnej (musculi interspinales cervicis) i lędźwiowej (musculi interspinales lumborum) znajdują się na wszystkich kręgach, przy czym w części szyjnej są parzyste a w części lędźwiowej nieparzyste. W odcinku krzyżowym kręgosłupa u człowieka mięśni tych brak, w odcinku piersiowym występują jedynie na najwyższych i najniższych kręgach.
Unerwione są przez przyśrodkowe gałązki od gałęzi tylnych nerwów rdzeniowych C1–Th3, Th11–L5.
Ich funkcją jest prostowanie kręgosłupa szyjnego i lędźwiowego, ustalanie położenia kręgów przy ruchach kręgosłupa.